# Alex (TV-serie)
Alex är en svensk thrillerserie efter en idé av Dragomir Mrsic och Mikael Cross, den hade premiär den 3 november 2017. Huvudrollerna spelas av Dragomir Mrsic,  Maximilian Mrsic Alonso och Rakel Wärmländer. Serien sändes i sex avsnitt på Viaplay. Under våren 2018 sändes serien i TV3.
Andra säsongen, med sex avsnitt, hade premiär våren 2019. 

## Rollista
| Dragomir Mrsic         | – Alex Leko           |
| Rakel Wärmländer       | – Frida Kanto         |
| Maximilian Mrsic       | – Simon Leko          |
| Anja Lundqvist         | – Kim Leko            |
| Erik Bolin             | – Ivan Johansson      |
| Malin Arvidsson        | – Sheila Stensson     |
| Anna Bjelkerud         | – Ragnhild Björkfors  |
| Gizem Erdogan          | – Samira              |
| Eric Ericson           | – Martin Stensson     |
| Jerker Fahlström       | – Nils Kanto          |
| Stefan Gödicke         | – BG                  |
| Shadi Bahsoun          | – Salaam              |
| Andreas La Chenardière | – Alain               |
| Madeleine Martin       | – Sanna Bengtsson     |
| Josefin Neldén         | – Maud Kerstinsdotter |
| Georgi Staykov         | – Borodkin            |
| Magnus Sundberg        | – David Klein         |
| Susanne Thorson        | – Åse Paulsson        |
| Lars Väringer          | – Olle                |
| Henrik Vestergaard     | – Ade                 |
| Ove Wolf               | – Lucky               |